# Loch Shiel
Loch Shiel (Schots-Gaelisch: Loch Seile) is een meer (loch) in Schotland ongeveer 20 kilometer ten westen van Fort William. Loch Shiel heeft een oppervlakte van 19,3 km² en een maximale diepte van 128 meter.
Loch Shiel ligt maar 4,5 meter boven de zeespiegel en maakte enkele duizenden jaren geleden zelf deel uit van de zee toen de zeespiegel hoger lag.

## Trivia
Loch Shiel is gebruikt als opnamelocatie in de Harry Potter films. Loch Shiel is ook de geboorteplaats van het personage Connor McLeod in de film Highlander.